# Calaquendiji
Calaquendiji oz. Vilini Luči (izvirno angleško Calaquendi in Elves of the Light) so tisti vilini, ki so odšli na Aman in so videli svetlobo dveh Valinorskih dreves.